# Кепреш
Кепреш е древно египетско украшение на главата на фараона. Нарича се още Синя корона или Корона на войната. Причината да бъде наречена така е, че фараоните от Новото царство са я носили по време на битка, но тя също често се носи по време на церемонии. Нарича се синя корона заради факта, ч е направен от плат или кожа оцветена в синьо. Кепреш е покрит с малки жълти дискове и отпред над челото завършва със свещената змия символ на властта.